# Kaminaria
Kaminaria (griechisch Καμινάρια) ist eine Gemeinde im Bezirk Limassol in der Republik Zypern. Bei der Volkszählung im Jahr 2021 hatte sie 19 Einwohner.

## Lage und Umgebung

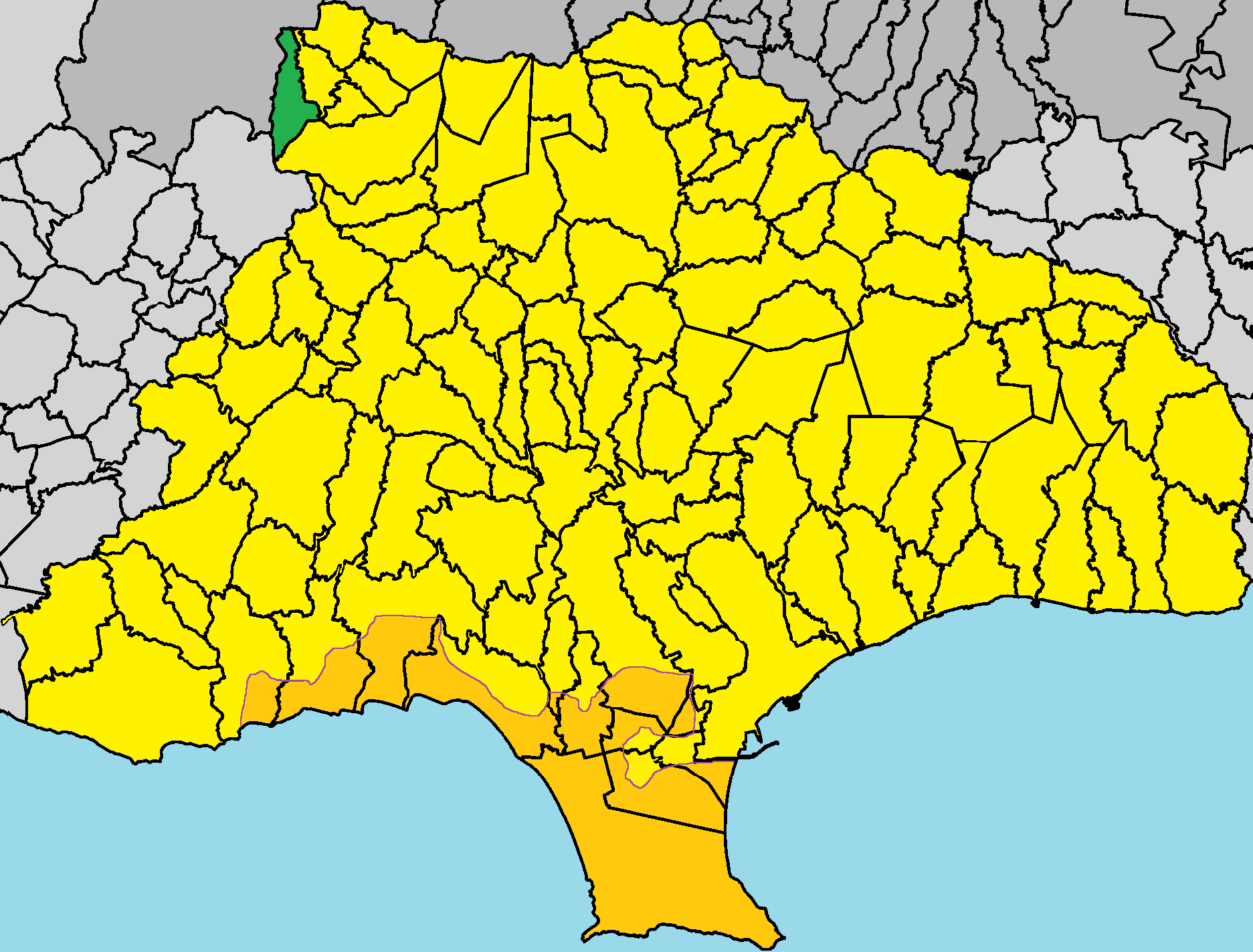
Lage im Bezirk Limassol

Kaminaria liegt an den Grenzen von den drei Bezirken Limassol, Nikosia und Paphos auf der Mittelmeerinsel Zypern auf einer Höhe von etwa 850 Metern. Es ist umgeben von Berggipfeln, die bis zu 1025 Meter hoch sind. Das etwa 6,36 Quadratkilometer große Dorf grenzt im Osten an Tris Elies, im Südosten an Fini, im Südwesten an Agios Nikolaos und im Westen an Mylikouri.

## Geschichte
Die älteste schriftliche Erwähnung des Dorfes stammt aus dem 16. Jahrhundert n. Chr. In einem Dokument, das die Namen der Dörfer Zyperns während der Frankenzeit von 1191 bis 1489 n. Chr. aufzeichnet, werden zwei Siedlungen erwähnt. Nämlich „Pano Kaminaria“ und „Kato Kaminaria“. Diese beiden Siedlungen gehörten zum Lehnswesen der Grafschaft Edessa. Die Überlieferung besagt, dass sich die beiden Siedlungen nicht am heutigen Standort des Dorfes befanden. Ihre Bewohner zogen in das Gebiet, in dem sich heute Kaminaria befindet, weil dieser Ort ihnen mehr Sicherheit vor Überfällen bot. Möglicherweise entstand das neue Dorf im 16. Jahrhundert, da es in Dokumenten aus der Zeit der Türkenherrschaft von 1571 bis 1878 als Kaminaria bezeichnet wird.